# 15 cm L/40 Feldkanone i.R.
15 cm L/40 Feldkanone i.R. (полное название 15 cm Feldkanone L/40 in Räderlafette) — 150-мм полевое орудие германской армии времён Первой мировой войны. Изначально разработано как морское орудие, адаптировано под нужды сухопутных войск.

## Описание
В 1915 году у немцев не хватало дальнобойной артиллерии, вследствие чего им пришлось снимать корабельные орудия и специально оборудовать их для сухопутных войск. Так, немецкое орудие SK L/40, стоявшее на ряде додредноутов (существовали варианты L/40 и L/45), было адаптировано под нужды сухопутной армии и получило индекс 15 cm FK i.R..
Для переоборудования пришлось создать специальный лафет массой 7450 кг. Орудие для перевозки разбирали на три части: ствол, лафет и орудийную платформу. Перевозили его на грузовиках или железнодорожных составах, а устанавливали при помощи крана. Для стрельбы предварительно засыпался порох, а затем вставлялся снаряд.

## Похожие орудия
- BL 6 inch Mk VII — британское морское орудие, адаптированное для сухопутных войск.

## Галерея
- 15 cm Feldkanone L/40
- 15 cm Feldkanone L/40
- 15 cm Feldkanone L/45
- 15 cm Feldkanone L/45